# Tipplers Tales
Albums de Fairport Convention
The Bonny Bunch of Roses
(1977) Farewell, Farewell
(1979)
Tipplers Tales est le treizième album studio du groupe de folk rock britannique Fairport Convention. Il est sorti en 1978 sur le label Vertigo Records.
Il s'agit du deuxième et dernier album de Fairport Convention chez Vertigo. Le groupe se sépare l'année suivante.

## Fiche technique

### Chansons
| 1. | Ye Mariners All (comprend Bottom of the Punch Bowl et East Nuke of Fyfe)                               | traditionnel arrangé par Fairport Convention | 4:29  |
| 2. | Three Drunken Maidens                                                                                  | traditionnel arrangé par Fairport Convention | 2:46  |
| 3. | Jack O'Rion (comprend Turnabout, Tiree, Miss Stevenson's, Do It Again, March of the Last et Turnabout) | traditionnel arrangé par Fairport Convention | 11:04 |

| 4.  | Reynard the Fox          | traditionnel arrangé par Fairport Convention | 3:02 |
| 5.  | Lady of Pleasure         | Allan Taylor                                 | 2:34 |
| 6.  | Bankruptured             | Dave Pegg                                    | 1:55 |
| 7.  | The Widow of Westormland | traditionnel arrangé par Fairport Convention | 3:23 |
| 8.  | The Hair of the Dogma    | Dave Pegg                                    | 1:48 |
| 9.  | As Bitme                 | Dave Pegg, Bruce Rowland (en)                | 1:40 |
| 10. | John Barleycorn          | traditionnel arrangé par Fairport Convention | 4:39 |

### Musiciens
- Dave Swarbrick (en) : chant, violon, mandoline, mandoloncelle
- Simon Nicol (en) : chant, guitare acoustique, guitare électrique, dulcimer, piano
- Dave Pegg : chant, basse, guitare, mandoline
- Bruce Rowland (en) : batterie, percussions, piano électrique

### Équipe de production
- Fairport Convention : production
- Barry Hammond : ingénieurs du son
- Peter Cook : pochette